# Paratemnoides nidificator
Espèce
Synonymes
- Chelifer nidificator Balzan, 1888
- Chelifer nidificator minor Balzan, 1892
- Paratemnoides elongatus Banks, 1895
- Atemnus floridanus Tullgren, 1900
- Trinidatemnus separatus Tooren, 2008

Paratemnoides nidificator est une espèce de pseudoscorpions de la famille des Atemnidae.

## Distribution
Cette espèce se rencontre au Paraguay, en Argentine, au Brésil, au Pérou, en Colombie, en Équateur, au Venezuela, au Guyana, à Trinité-et-Tobago, à Saint-Vincent-et-les-Grenadines, à Îles Vierges des États-Unis, à Haïti, en République dominicaine, à Cuba, au Panama, au Costa Rica, au Guatemala, au Mexique et aux États-Unis,.

## Systématique et taxinomie
Les espèces Paratemnoides elongatus et Trinidatemnus separatus ont été placées en synonymie avec Paratemnoides nidificator par Judson en 2016.

## Publication originale
- Balzan, 1888 : Osservazioni morfologiche e biologiche sui Pseudo-Scorpioni del Bacino dei Fiumi Paranà e Paraguay. Asuncion.